# 迭奏
在音乐中，迭奏是指乐思在反复陈述时，在保持乐思总体面貌不变的情况下，局部的旋律或节奏进行改动，使在统一之中求得变化，以增加新意。这种迭奏手法在中国民族器乐曲中也很普遍，有时带有一定的即兴性。参见贝多芬《A大调第二首钢琴奏鸣曲》末乐章前8小节主题，这一主题在音乐发展中有两次完整的再现(分别始于第41小节和第100小节)，然而每次出现都将第1小节华彩式的分解和弦和第3小节平均四分音符的级进旋律进行了变化，增加了这一主题再现时的情趣。